# Grunwald Poznań
Grunwald Poznań is een Poolse hockeyclub uit Poznań. De club werd opgericht in 1947.
Naast hockey kan er bij de club ook aan de volgende sporten worden gedaan:
- Schieten (Strzelectwo)
- Worstelen (Zapasy)
- Handbal (Piłka ręczna)
- Oriëntatieloop (Biegi na orientację)
- Tennis (Tenis ziemny)